# Donna Hale
Donna Hale (* in Cincinnati) ist eine US-amerikanische Kriminologin, die als Professorin an der Shippensburg University forschte und lehrte. 1996/07 amtierte sie als Präsidentin der Academy of Criminal Justice Sciences (ACJS).

## Werdegang und Wirken
Hale machte alle ihre akademischen Abschlüsse im Fach Strafjustiz an der Michigan State University, Bachelor, Master und 1983 Promotion (Ph.D.). Im selben Jahr erhielt sie ihre erste akademische Anstellung als Dozentin am Georgia College in Milledgeville (Georgia). 1988 wurde sie als erste Frau Professorin für Strafjustiz an der Shippensburg University, wo sie bis zu ihrer Emeritierung 2010 wirkte. Im Ruhestand studierte sie am Lancaster Theological Seminary und schloss mit einem Master of Divinity Degree und einem Zertifikat für die Arbeit mit Jugendlichen und jungen Erwachsenen ab.
Sie stiftete ein nach ihr und ihrem Mann benanntes Stipendium für Studienanfänger der Strafjustiz, das Austin, Tom and Donna Hale Scholarship. 1999 wurde sie mit dem ACJS-Gründerpreis ausgezeichnet.